# Cantón de Cognin
El cantón de Cognin (en francés canton de Cognin) era una división administrativa francesa, que estaba situada en el departamento de Saboya y la región de Ródano-Alpes.

## Composición
El cantón estaba formado por seis comunas:
- Cognin
- Jacob-Bellecombette
- Montagnole
- Saint-Cassin
- Saint-Sulpice
- Vimines

## Supresión del cantón
En aplicación del decreto nº 2014-272 del 27 de febrero de 2014, el cantón de Cognin fue suprimido el 1 de abril de 2015 y sus 6 comunas pasaron a formar parte; cuatro del cantón de Le Pont-de-Beauvoisin, una del nuevo cantón de Chambéry-2 y una del nuevo cantón de Chambéry-3.